# 5382 McKay
5382 McKay eller 1991 JR2 är en asteroid i huvudbältet som upptäcktes den 8 maj 1991 av den australiensiske astronomen Robert H. McNaught vid Siding Spring-observatoriet. Den är uppkallad efter amerikanen Christopher McKay.
Asteroiden har en diameter på ungefär 10 kilometer och den tillhör asteroidgruppen Eunomia.